# Optical Burst Switching Network
Optical Burst Switching Network (OBSN) – sieć z komutacją zgęstek optycznych.
Technika OBS przeznaczona jest dla sieci szkieletowych. Węzeł znajdujący się na krawędzi sieci szkieletowej zbiera przychodzące do niego pakiety (spoza sieci szkieletowej). Pakiety te są następnie sortowane; pakiety kierowane do tego samego węzła końcowego sieci szkieletowej są grupowane razem w jednostkę danych o zmiennym rozmiarze, która następnie w postaci optycznej przesyłana jest przez sieć szkieletową. Taką porcję danych nazywa się zgęstką optyczną (ang. optical burst).
Sieci z komutacją zgęstek optycznych mogą być postrzegane jako rozwiązanie pośrednie pomiędzy sieciami z komutacją pakietów (gdy długość zgęstki jest bardzo mała), a sieciami z komutacją łączy (czas trwania zgęstki dochodzący kilku ms). Sieci są bardzo obiecującym rozwiązaniem dla przyszłych wyłącznie optycznych sieci WDM.
Najistotniejszą chyba cechą charakterystyczną omawianego typu sieci jest bardzo ostre rozgraniczenie między kanałami kontrolnymi a tymi, w których przesyłane są dane. Zastosowanie kanału kontrolnego umożliwia skuteczne elektroniczne sterowanie siecią, natomiast sama sieć pozostaje bardzo elastyczna, ponieważ transmisja zgęstki odbywa się wyłącznie w postaci optycznej (bez żadnej konwersji na sygnał elektryczny).

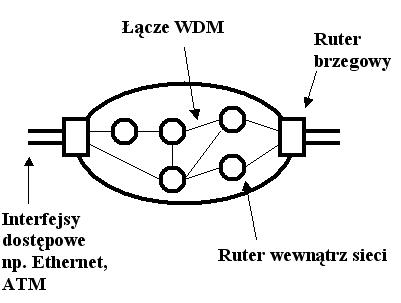
Przykładowa budowa sieci OBS

## OBS na krawędzi sieci
Podstawową funkcją na krawędzi sieci jest zbieranie ruchu z wyższych warstw, sortowanie go i grupowanie w zmiennej wielkości zgęstki (ze względu na adres odbiorcy). Algorytm wykorzystywany w tym celu musi uwzględniać parametry takie jak: dokładny czas utworzenia nowej zgęstki; jej rozmiar minimalny oraz maksymalny. Zbyt mały rozmiar wiąże się ze zwiększeniem liczby zgęstek przesyłanych w sieci, a to może generować nadmierną liczbą przesyłanych pakietów kontrolnych. Z drugiej strony zbyt duży rozmiar zgęstki może zajmować zasoby sieci na zbyt długi czas uniemożliwiając transmisję innych zgęstek, a tym samym powodując straty.

### Sygnalizacja
Przed transmisją zgęstki węzeł wejściowy przesyła do węzła docelowego pakiet kontrolny. Zawiera on informację o skojarzonej zgęstce i odpowiada za rezerwację drogi dla zgęstki aż do odbiorcy. Warto zauważyć, że pakiet może być przesyłany w kanale sygnalizacyjnym czy w osobnej sieci elektronicznej (np. ATM). Pakiet przesyłany optycznie podlega konwersji optyczno-elektryczno-optycznej, co umożliwia jego analizę, oraz określenie trasy, którą przesłana ma być zgęstka. Sama zgęstka przesyłana jest wyłącznie w postaci optycznej. Oczywiście zgęstka wysyłana jest z pewnym opóźnieniem wobec pakietu kontrolnego (bez oczekiwania na potwierdzenie, że ścieżka została poprawnie zestawiona). W przypadku, gdy pakiet kontrolny zostanie „dogoniony” przez zgęstkę może dojść do jej utraty (chyba że zastosujemy linie opóźniające – Fiber Delay Line – FDL).
W sieciach OBS warto jest stosować konwersję długości fali, gdyż proces ten może pomagać w zapobieganiu utracie zgęstek. Ma to miejsce w czasie, gdy na tym samym porcie wyjściowym i na tej samej długości fali mają być w tym samym czasie przesłane dwie zgęstki optyczne. W przypadku braku możliwości konwersji długości fali jedna ze zgęstek zostałaby przesłana, a druga utracona. Zastosowanie konwersji fali umożliwia przesłanie drugiej zgęstki na innej, wolnej długości fali.
Bardzo ważne jest określenie opóźnienia (offset time), z jakim po wysłaniu pakietu kontrolnego przesyłana jest zgęstka optyczna. Czas ten musi być na tyle duży, aby pakiet kontrolny zdążył zarezerwować drogę dla zgęstki, i aby ta została przesłana przez sieć bez konieczności jakiegokolwiek buforowania. Czas ten zależny jest od liczba węzłów, przez które przesyłać będziemy zgęstkę, oraz od bieżącego obciążenia sieci. Najbardziej popularną procedurą jego obliczania jest JET (Just-Enough-Time). Określa ona offset time jako sumę czasów przetwarzania i przełączania we wszystkich węzłach.

## Wewnątrz sieci OBS
Na podstawie pakietów kontrolnych wysyłanych przez użytkowników węzły sieci OBS w oparciu o zawarte w nich informacje rezerwują zasoby sieci dla zgęstek. Architektury OBS różnią się od siebie w sposobie rezerwacji i zwalniania zasobów (długość fali). Schematy te zostały sklasyfikowane na podstawie ilości czasu zajmowanego na przełączniku węzła sieci OBS na potrzeby danej zgęstki optycznej.

### Metody rezerwacji zasobów
| Metody rezerwacji zasobów |           |
| explicit                  | estimated |

- W ustawieniu explicit długość fali zostaje zarezerwowana, a przełącznica optyczna jest konfigurowana zaraz po przetworzeniu pakietu kontrolnego.
- W ustawieniu estimated węzeł opóźnia konfigurację i rezerwację przełącznicy aż do przybycia aktualnej zgęstki. Zarezerwowane zasoby mogą być zwolnione po transferze zgęstki, przy użyciu explicit release lub estimated release (opisane poniżej).

### Metody zwalniania zasobów
| Metody zwalniania zasobów |                   |
| explicit release          | estimated release |

- W explicit release źródło wysyła odpowiedni pakiet aby wyznaczyć koniec transmisji zgęstki.
- W estimated release węzeł sieci OBS zna dokładnie chwilę zakończenia transmisji zgęstki (na podstawie znanej długości zgęstki), dlatego może dokładnie obliczyć, kiedy zwolnić zajmowane zasoby.

W przypadku stosowania buforów FDL metody rezerwacji i zwalniania zasobów OBS muszą zostać poszerzone o algorytmy zarządzania nimi. Istnieją dwie metody planowania użycia FDL:
- PreRes – Większość sieci OBS opiera się na tej architekturze. Jeżeli po przetworzeniu pakietu kontrolnego okazuje się, że na żądanym porcie wyjściowym nie ma wolnej długości fali, to rezerwowany jest bufor FDL dla zgęstki. Nowe przesunięcie czasowe pomiędzy pakietem kontrolnym a zgęstką jest zwiększone o opóźnienie przypisane linii FDL.

- PostRes – W metodzie tej opóźniany jest zarówno pakiet kontrolny, jak i skojarzona z nim zgęstka. Czas przesunięcia zgęstki względem pakietu kontrolnego pozostaje ten sam.

## Klasy ruchu
W architekturze sieci OBS wymagana jest obsługa różnych klas ruchu sieciowego użytkowników. Jedną z przyczyn jest fakt, że aplikacje głosowe lub wideo nie dopuszczają długich opóźnień związanych z kolejkowaniem, dlatego mogą wymagać wyższego priorytetu niż zwykle transmitowanych danych. W dodatku, aby zapewnić prawidłową transmisję, system protekcji i odtwarzania danych w sieci OBS również musi mieć wyższy priorytet w stosunku do normalnych danych użytkownika. Szczególnie podczas filtrowania danych pochodzących z wyższych warstw i przy nadawaniu zgęstce priorytetu.
Aby zminimalizować opóźnienia połączenia end-to-end w ruchu o wysokim priorytecie, algorytm składania zgęstki może mieć zmienne parametry. Dobranie odpowiednich wartości jest trudnym zadaniem, ponieważ przepływność różni się w poszczególnych klasach ruchu.

### 1. Klasy oparte na rozszerzonych przesunięciach
Ruchowi o wysokim priorytecie jest przypisywany dłuższy odstęp czasowy między transmisją pakietu kontrolnego a odpowiadającą mu zgęstką. Prawdopodobieństwo blokady zgęstki zmniejsza się wraz ze wzrostem offset time.

### 2. Klasy oparte na kolejkach priorytetów
W architekturze WR-OBS użytkownicy utrzymują klasę usług (Class of service – CoS) przez sortowanie ruchu górnej warstwy wykorzystujące adresy docelowe i maksymalne akceptowalne opóźnienie. Każdy użytkownik dysponuje C*(N-1) buforami, gdzie C – liczba klas, (N-1) – liczba możliwych adresów docelowych użytkownika. W tej architekturze zgęstka o danym priorytecie jest tworzona przez określony czas, a po jego upływie użytkownik niezwłocznie wysyła żądanie do centrum rezerwacji zasobów. Żądania są umieszczane w C kolejkach, gdzie są przetwarzane na podstawie nadanego im priorytetu.

### 3. Klasy oparte na własnościach sygnału optycznego i mechanizm wywłaszczania
Schemat oparty jest na fizycznej jakości sygnału optycznego (maksymalne pasmo, współczynnik błędów, stosunek sygnał-szum, odstęp między poszczególnymi długościami fal). W protokole sygnalizacyjnym Jump-start, te parametry CoS są zawarte w pakietach kontrolnych. Połączenie jest nawiązywane tylko wtedy gdy każde z tych wymagań jest spełnione. Jump-start implementuje też priorytety oparte na mechanizmie wywłaszczania, w którym w razie potrzeby transmisja zgęstki o niższym priorytecie może zostać przerwana przez transmisję zgęstki o wyższym priorytecie.